# Kościół Nawiedzenia Najświętszej Marii Panny w Paczółtowicach
Kościół parafialny pw. Nawiedzenia Najświętszej Marii Panny w Paczółtowicach – drewniany kościół w Paczółtowicach, w powiecie krakowskim.
Świątynia znajduje się na szlaku architektury drewnianej województwa małopolskiego.

## Historia
Pierwszy kościół powstał w 1326 r. (potwierdzony źródłowo w 1335). Obecny wybudowany został przez jednego z kilku Paczółtowskich, współwłaścicieli przed 1515 r. Inną datę (1518–1520) podaje M. Kornecki. Odnowiony w latach 1671–1681, przez kamieniarza z pobliskiego Dębnika, Adama Negowicza. Podczas restauracji kościół podmurowano, nakryto nowym dachem, odnowiono wnętrza oraz otoczono murem obwodowym. Około 1528 dobudowano słupową drewnianą wieżę a w 1889 przebudowano zakrystię. Kolejna restauracja miała miejsce w 1820, a ostatnia w latach 1991–1996.

## Architektura
Kościół jednonawowy konstrukcji zrębowej, z prezbiterium zamkniętym trójbocznie. Okna w południowej ścianie korpusu, zbudowany z drewna modrzewiowego w stylu późnogotyckim. Od frontu kwadratowa wieża konstrukcji słupowo-ramowej z kruchtą w przyziemiu. Dach dwuspadowy, kryty gontem z drewnianą wieżyczką na sygnaturkę. Portale z nadprożami wyciętymi w ośli grzbiet, drzwi do zakrystii okute w skośną kratę z antabą i zamkiem z poł. XVI w.
Ś.P. ksiądz kanonik Jan Kopytko (proboszcz parafii) zbadał drzewo, z którego zrobiony jest kościół. Wbrew powszechnemu uznaniu, że jest to modrzew, okazało się, że budulcem jest jodła.

## Wyposażenie

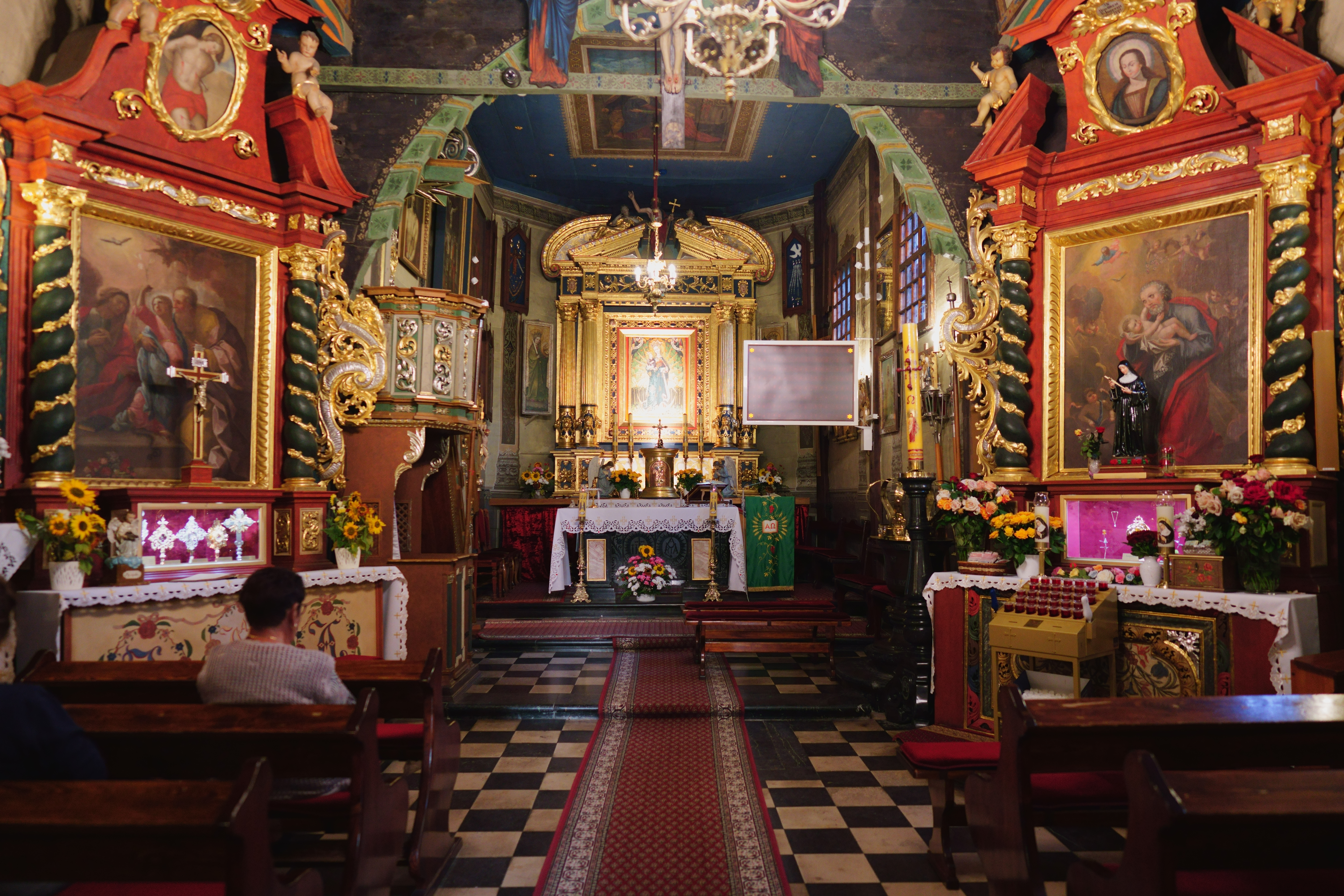
Prezbiterium

- Barokowe organy z cymbałem z 1701.
- Polichromia z końca XIX w., na północnej ścianie prezbiterium i nawy oraz fragmenty polichromii z 2. poł. XVII w. ze scenami Męki Pańskiej.
- We wczesnobarokowym ołtarzu głównym z 1604, gotycki obraz Matki Boskiej Niepokalanie Poczętej z Dzieciątkiem na tle krzewu gorejącego, zwanej „Paczółtowską Panią”, w postaci Madonny Apokaliptycznej (niewiasty obleczonej w słońce i depczącej księżyc)[2].
- Późnogotycki tryptyk z lat 1460-1470, skrzydła na awersach z obrazami św. Barbary i św. Katarzyny Aleksandryjskiej oraz scena Zwiastowania z 2. poł. XV w.
- Wzorzyste Antependium z czarnego „marmuru” dębnickiego, z XVII w. wykonane przez miejscowych kamieniarzy-artystów[2].
- Barokowe ołtarze boczne manierystyczne św. Anny i św. Józefa z pocz. XVIII w. i późnorenesansowy św. Mikołaja z ok. 1600.
- Gotycko-renesansowa chrzcielnica w kształcie kielicha odlana z brązu w 1533 na zlecenie Jana Paczółtowskiego, lichtarz na paschał z 1685.
- Późnogotycki krucyfiks ze starego kościoła z pocz. XVI w.
- Obrazy: późnogotycki, wotywny obraz Chrystusa Frasobliwego z M.B.B., św. Stanisławem Biskupem i św. Szczepanem z pocz. XVI w. oraz obraz Chrystus w Tłoczni Mistycznej z 2. poł. XVII w.
- Barokowa ambona połączona z konfesjonałem.

## Otoczenie

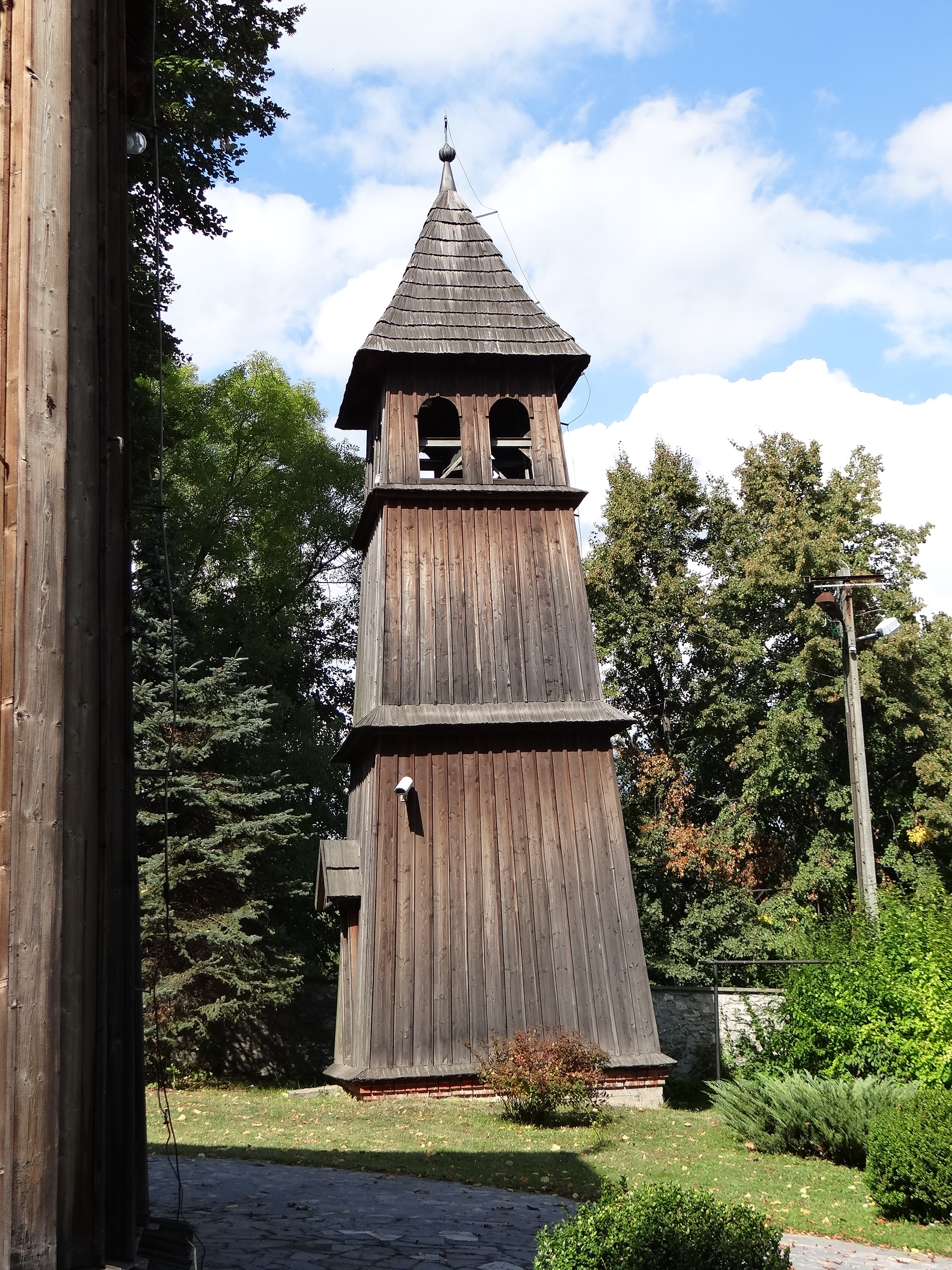
Dzwonnica

Obok kościoła dzwonnica z 1968 zbudowana na planie kwadratu, odeskowana i pokryta gontem podczas generalnego remontu świątyni przeprowadzonego w latach 90. XX w. Znajdują się tam trzy dzwony, w tym zabytkowy Maria z 1535.
W murze i na terenie dawnego cmentarza przykościelnego znajdują się nagrobki i epitafia.
- Adama Negowicza (1598-1681) „magistra kunsztu kamieniarskiego”[5] dobrodzieja tego kościoła oraz jego żony Róży (zm. 1671 r.)[6].
- Wojciecha Maciejowskiego (zm. 1732) „magistra struktur od marmuru”[5]
- Włocha Eliasza Franciszka Gallíego (zm. 1794) „magistra fabryki marmurów dębnickich”[6]
- Antoniego Furdzika (1832-1902) dzierżawcy dóbr Żary, uczestnika powstania styczniowego.

Obok kościoła rosną dwa drzewa, stanowiące pomniki przyrody; lipa o obwodzie około 490 cm i dąb o obwodzie około 400 cm.